# Dere vittata
Dere vittata är en skalbaggsart som först beskrevs av Olof Immanuel von Fåhraeus 1872.  Dere vittata ingår i släktet Dere och familjen långhorningar. Inga underarter finns listade i Catalogue of Life.